# Resolución judicial
La resolución u orden judicial es el acto procesal proveniente de un tribunal, mediante el cual resuelve las peticiones de las partes, o autoriza u ordena el cumplimiento de determinadas medidas. 
Dentro del proceso, doctrinariamente, se le considera, ya sea, un acto de desarrollo, de ordenación, de impulso, de conclusión, de decisión o mixto de entre los tipos anteriores.
Las resoluciones judiciales requieren cumplir determinadas formalidades para validez y eficacia, siendo la más común la escrituración o registro (por ejemplo, en audio), según sea el tipo de procedimiento en que se dictan. 
En la mayoría de las legislaciones, existen algunos requisitos que son generales, aplicables a todo tipo de resoluciones, tales como fecha y lugar de expedición, nombre y firma del o los jueces que las pronuncian; y otros específicos para cada resolución, considerando la naturaleza de ellas, como la exposición del asunto (individualización de las partes, objeto, peticiones, alegaciones y defensas), consideraciones y fundamentos de la decisión (razonamiento jurídico).

## Efectos
Se refieren a las consecuencias que se producen por el hecho de la dictación de una resolución judicial. Estas, según el caso, se producen en relación con el tribunal que la pronunció o respecto de los litigantes.

### Desasimiento
Es el efecto que producen las sentencias, en virtud del cual una vez notificada, generalmente, al menos a una de las partes, no pueden ser modificadas o alteradas de manera alguna por el tribunal que las dictó. 
En otros términos, este efecto produce la extinción de la competencia para conocer de la cuestión debatida. No obstante, no impide al tribunal continuar actuando en el proceso para diligencias posteriores como, por ejemplo, sobre la ejecución de la sentencia o sobre los recursos interpuestos.

### Cosa juzgada
Es el efecto de una sentencia judicial cuando no existen contra ella medios de impugnación que permitan modificarla. Ella se traduce en el respeto y subordinación a lo realizado y señalado en un juicio, por ello también se le define como la fuerza que atribuye el derecho a los resultados del proceso.
Impide volver a discutir entre las mismas personas, una misma materia, invocando idénticas razones, es decir, protege a las partes litigantes de la realización de un nuevo juicio y una nueva sentencia. Además, permite cumplir coactivamente el derecho reconocido o declarado en el juicio.

### Declaración del Derecho
Esta consecuencia se relaciona con la clasificación de las sentencias en constitutivas o declarativas.
En virtud de esta, las resoluciones judiciales pueden constituir nuevos estados jurídicos, atribuir o habilitar para ejercitar nuevos derechos, con efecto hacia el futuro y de caracteres generales (erga omnes); o limitarse a reconocer derechos preexistentes, con efecto retroactivo y, habitualmente, relativos (afecta sólo a las partes litigantes).

## Clasificación
Atendida su naturaleza:
- Sentencia.
- Sentencias Interlocutorias.
- Auto.
- Decreto.

Atendida su materia:
- Resolución en asunto contencioso.
- Resolución en asunto no contencioso.

Atendida su la instancia en que se pronuncia:
- Resolución en única instancia.
- Resolución en primera instancia.
- Resolución en segunda instancia.